# Konstantin Päts
Konstantin Päts (født 23. februar 1874 i Tahkuranna i Det Russiske Kejserrige, død 18. januar 1956 i Kalinin oblast, Sovjetunionen) var en estisk avismand, jurist, forretningsmand og politiker for det estiske bondeforbund. Han var det første estiske statsoverhoved med titel af præsident.
Konstantin Päts var en af de toneangivende personligheder i mellemkrigstidens Estland. Päts deltog aktivt i frihedskampen, fængsledes i flere omgange af de russiske myndigheder, af kejserlige tyske tropper og af bolsjevikker, deltog senere i udformningen af en selvstændig estisk stat og blev landets første premierminister. Han var i flere omgange premierminister og "rigsældste" (estisk: riigivanem, statsleder) i 1920'erne.
1930'erne blev en indenrigspolitisk turbulent tid i Estland. Efter en årrække med, hvad der oplevedes som svage regeringer, blev en ny grundlov formuleret, hvori den tidligere post som "rigsældste" forudsattes erstattet med en præsident med en stærkere magtposition. Päts var "statsældste" under overgangsperioden mellem den tidligere forfatning og den senere, men da en højrenationalistisk bevægelse så ud til at vinde magten ved de forestående valg, gennemførte han i marts 1934 i samarbejde med general Johan Laidoner, siden øverstbefalende, og med støtte fra arbejderpartiet, et statskup for at stække det stadigt stærkere voksende nationalistiske højre. Päts indførte undtagelsestilstand, forbød alle politiske partier, udskød både præsidentvalg og rigsdagsvalg på ubestemt tid og lod mange tusinde højreaktivister fængsle. Undtagelsestilstanden blev ikke senere ophævet igen, inden den i praksis ophørte i 1991 efter afslutningen af den sovjetiske besættelse.
Under stærkt pres fra Sovjetunionen blev Päts tvunget til skridt for skridt at opgive Estlands selvstændighed i årene 1939 og 1940. Päts blev fængslet i juli 1940 og døde efter 2. verdenskrig, fortsat fængslet, på et psykiatrisk sygehus i Kalinin (i det nuværende Tver) i Sovjetunionen.